# 너 같은 사람 없더라
《너 같은 사람 없더라》는 대한민국의 가수 홍주찬, 윤소윤의 음반이다. 2017년 1월 20일에 발매되었다.

## 트랙리스트
| #  | 제목                    | 작사    | 작곡    | 편곡    | 재생 시간 |
| -- | ----------------------- | ------- | ------- | ------- | --------- |
| 1. | 〈너 같은 사람 없더라〉 | 4번타자 | 4번타자 | 4번타자 | 4:03      |

## 평가
아이돌로지의 조성민 음악평론가는 "'음악성'에 대한 강한 집착에 의해 탄생한 프로젝트로 보인다. 두 보컬의 음색이 독특하다는 점은 아이돌 팬덤에게 꽤 플러스 요인이 될 것이고, 프리데뷔 싱글의 뮤직비디오치고는 꽤 신경을 쓴 화면과 한국의 발라드 애호가라면 싫어하지 않을 법한 곡은 가요 애청자들에게 어필할 법하다."며 평가하였다.